# Sitticus zaisanicus
Sitticus zaisanicus là một loài nhện trong họ Salticidae.
Loài này thuộc chi Sitticus. Sitticus zaisanicus được Dmitri Viktorovich Logunov miêu tả năm 1998.